# Jacob Ben-Ami
Jacob Ben-Ami (Minsk, Imperio ruso, 23 de noviembre o de diciembre de 1890 – 2 de julio de 1977, New York City, Estado de Nueva York, Estados Unidos) fue un notable actor de teatro judío que actuaba tanto en inglés como en yidis.

## Actividad profesional
Su padre era pintor de casas, primero estudió en un jéder y luego en una escuela privada. El teatro lo interesó desde muy pequeño, acompañó a varios cantores y, a menudo, junto con otros chicos del coro, solían cantar detrás de las cortinas del teatro. Cuando tenía diecisiete años tuvo papeles de figurante en el Teatro Estatal Ruso y, más adelante, le asignaron roles de más relevancia, algunos con letra. 
En el verano de 1908, viajó con la compañía Sam Adler- Meerson como suplente y después de cinco meses le asignaron  papeles menores. De allí pasó a la compañía de Mitleman, donde se le dieron papeles más importantes y cuando ambas compañías se fusionaron, Ben-Ami actuó durante un año más con ellas. En Odessa, conoció a Peretz Hirshbein y lo ayudó a fundar el primer Teatro Dramático Idish, en el que actuó y dirigió. Más adelante dirigió durante un corto tiempo el Yiddish Dramatic Amateur Circle que más tarde fue el núcleo de la compañía Vilna.
En 1912 le ofrecieron ser el director y actor principal en las presentaciones dramáticas del Yiddish People's Theatre construido en homenaje al actor Sigmund Feinman pero a los cuatro meses el teatro fue cerrado por problemas financieros y Ben-Ami viajó a los Estados Unidos para unirse a la compañía de Sarah Adler, en la que estaba actuando Rudolph Schildkraut. Trabajó en la obra "The Green Maiden", pero el teatro cerró a mitad de la temporada. Ben-Ami se asoció al sindicato de actores y en 1913 fue contratado por Boris Thomashefsky para actuar en "Eternal Wanderer" de Ossip Dymow bajo la dirección del autor.

Jacob Ben-Ami durante una presentación en Buenos Aires.

En 1914 hizo una gira con la actriz Keni Lipzin y hacia fines de ese año trabajó en el Neighborhood Playhouse, con un grupo de aficionados en tres obras de un acto de I.L. Peretz cuyo nombre completo era Isaac Leib Peretz. Al año siguiente volvió con Thomashefsky y tuvo muy pocos papeles en los siguientes dos años. A continuación se unió al teatro de Lieberman donde intervino en melodramas dirigido por Sigmund Weintraub y creó el personaje "Note vasertreger" en A Mother's Worth de Harry Kalmanowitz estrenada el 17 de septiembre de 1917.
En 1917 Ben-Ami firmó con el Teatro Irving Place de Maurice Schwartz, donde estrenaron al año siguiente Libes krume vegn (Love's Strange Ways) de David Pinski, un drama en cuatro actos bajo la dirección de Maurice Schwartz y Faraway Corner de Peretz Hirshbein, que se convirtió en el sello distintivo de este teatro.

## Filmografía
Intérprete
- Espernza (1949) (coproducción argentino-chilena)
- The Wandering Jew (1933) ...profesor Arthur Levi

Director
- Green Fields (1937)

## Televisión
Intérprete
- Play of the Week (Serie) (1960) 
  - The Rope Dancers ... Dr. Jacobson
- Studio One (Serie) (1957)
  - Rudy ... Mr. Valasek
- The Philco Television Playhouse (Serie) (1955)
  - The Assassin

Como él mismo
- Here's Hollywood (Serie) 
  - Episodio #2.158 (1962)
- American Inventory (Serie)
- Test Case (1955)